# イ・ボヨン
イ・ボヨン（朝: 이보영、1979年1月12日 - ）は、韓国の女優、モデル。J,WIDEカンパニー所属。ソウル女子大学校卒。身長168cm、体重48kg、血液型B型。
韓国の俳優チソンの妻である。

## 略歴
2000年にミス・コリア大田・忠南（チュンナム）代表に選ばれ、2002年に太平洋の雪緑茶のCM出演にて芸能デビュー。
2004年には『マイ・ブラザー』でウォン・ビンに愛されるヒロイン役を演じた。2005年には『薯童謠-ソドンヨ-』のソンファ姫役で出演。
2013年9月27日、チソンと結婚式。
2015年6月13日、第一子の女児が誕生後、育児のため女優業を休止していたが2017年ドラマ「耳打ち」で復帰。
2019年2月5日、第二子の男児を出産。

## 人物
一人娘として厳しい両親に育てられ、大学生卒業までは門限があった。元々はアナウンサーを目指しており就職に有利だと思いミスコリアに出場した。大韓航空の客室乗務員の採用試験に合格するもMBCのアナウンサー試験に合格したため辞退する。しかしアナウンサーの最終試験で不合格となる。それがきっかけとなり各プロダクションよりスカウトされるも両親に芸能界入りを反対されカナダ留学をさせられる。帰国後、父親がボヨンの芸能界入りを諦めさせるため芸能界の仕事をしている知人に説得をしてもらうことになるのだが、説得するどころか逆にドラマ出演の依頼をされることになり、それがボヨンの女優としての道を歩むきっかけとなった。中々芸能界での成功を掴めず精神的にも肉体的にも疲れ2006年に出演した「ミスターグッバイ」を最後に女優を辞めようとしていた時に「ゲームの女王」の出演依頼が舞い込み、この作品によって注目を浴び始めるも厳しい撮影に耐えきる精神力が少なく鬱病を患う。闘病を続けるが症状は改善されず2009年頃、所属事務所との契約が切れるタイミングで女優業を辞めようと悩んでいた頃、現在の夫であるチソンと出会い支えられていくうちに病状もよくなっていった。それまでは演技レッスンなどを受けたことがなかったがこの頃より本格的な演技レッスンを行うようになり演技力が開花した。2012年に主演したドラマ「いとしのソヨン」で高く評価されて以降、人気女優としての地位を獲得した。
- 特技はスキー、趣味は読書。
- 日本語、英語は日常会話に支障なく会話することができる。

## 出演作

### 映画
- マイ・ブラザー（2004年）
- 卑劣な街（2006年）
- 私は幸せです（2008年）
- ワンス・アポン・ア・タイム（2008年）
- 悲しみよりもっと悲しい物語（2009年）

### テレビドラマ
- ニューノンストップ（2000年、MBC）
- ぷー太郎脱出！（2003年、SBS） - チャ・ミリム役
- NO春香 vs 非夢龍（2003年、MBC）
- 張吉山（2004年、SBS） - クィレ役
- ラストダンスは私と一緒に（2004年、SBS） - ユン・スジン役
- 水花村の人々（2004年、MBC） - ユ・ヨギョン役
- 美しいあなた（2005年、KBS） - ユ・イニョン役
- 薯童謠-ソドンヨ-（2005年-2006年、SBS） - ソンファ（チン・ガギョン）役
- ゲームの女王（2006年、SBS） - カン・ウンソル役
- ミスターグッドバイ（2006年、KBS） - チェ・ヨンイン役
- 危機一髪！プンニョンマンション（2010年、tvN） - ユン・ソリン役
- セレブの誕生（2010年、KBS） - イ・シンミ役
- アテナ：戦争の女神（2010年-2011年、SBS） - チョ・スヨン役
- 愛情万々歳～ブラボー!マイ・ラブ～（2011年、MBC） - カン・ジェミ役
- 赤道の男（2012年、KBS） - ハン・ジウォン役
- いとしのソヨン（2012年、KBS） - イ・ソヨン役
- 君の声が聞こえる（2013年、SBS） - チャン・ヘソン役
- 神様がくれた14日間（2014年、SBS） - キム・スヒョン役
- 耳打ち（2017年、SBS） - シン・ヨンジュ役
- マザー〜無償の愛〜（2018年、tvN） - カン・スジン（ナム・スジン）役
- 花様年華〜君といた季節〜（2020年、tvN） - ユン・ジス役
- スタートアップ: 夢の扉（2020年、tvN）- ソンヒョン役（カメオ出演）
- Mine（2021年、tvN） - ソ・ヒス役
- 代理店（2023年、JTBC） -  コ・アイン 役
- 生まれ変わってもよろしく（2023年、tvN） - イ・サンア役（カメオ出演）

## 受賞歴
- 2005年 SBS演技大賞 新人賞 薯童謠-ソドンヨ-
- 2005年 KBS演技大賞 新人賞
- 2006年 第14回春史大賞映画祭 女子新人賞 卑劣な街
- 2006年 SBS演技大賞 10大スター賞
- 2007年 アンドレ・キム - ベスト・スター・アワード
- 2013年 第6回コリアドラマアワード 大賞、ベストカップル賞
- 2013年 第2回大田ドラマフェスティバル 女子最優秀演技賞、ベストカップル賞
- 2013年 SBS演技大賞 大賞、10大スター賞、プロデューサー賞
- 2014年 百想芸術大賞 最優秀女優演技賞
- 2017年 SBS演技大賞 最優秀賞

## コンピレーション・アルバム
- 2007年 もう一度愛は行って…

## CM
- アシアナ航空
- SKテレコム
- LacVert（ラクベル）-基礎化粧品
- W-Park
- 花郎
- THE FACE SHOP

## 広報大使
- 2006年7月 特許庁 広報大使
- 2008年11月 ユニセフ 韓国委員会 カード後見人
- 2008年12月 ユニセフ 韓国委員会 愛のコイン募金広報大使
- 2011年6月 国連砂漠化対処条約（UNCCD） 総会広報大使